# Tesoros de la tele
Tesoros de la tele  es un programa de televisión, creado y dirigido por el periodista y guionista Pedro Santos Movellán, estrenado el 4 de junio de 2020 en La 2, en el que se repasan los espacios más emblemáticos e icónicos de Televisión Española y que han sido punto de referencia en sus respectivos géneros a lo largo de su historia.
El programa cuenta con una innovadora línea gráfica, desarrollada por Fernando Sanjuán, que respeta las imágenes en su totalidad y a su vez permite leer, a la izquierda de la pantalla, la información complementaria acerca de los programas y sus protagonistas.

## Temporadas
| Temporada | Temporada | Episodios | Fechas de emisión  | Fechas de emisión   | Audiencia    | Audiencia |
| Temporada | Temporada | Episodios | Inicio             | Fin                 | Espectadores | Share     |
| --------- | --------- | --------- | ------------------ | ------------------- | ------------ | --------- |
|           | 1         | 8         | 4 de junio de 2020 | 23 de julio de 2020 | 456 000      | 3,1%      |
|           | 2         | 8         | 8 de abril de 2021 | 27 de mayo de 2021  | 413 000      | 2,8%      |
|           | 3         |           | 2022               |                     |              |           |
| Total     | Total     | 16        |                    |                     |              |           |

## Episodios

### Temporada 1: 2020
| N.º (serie) | N.º (temporada) | Título                             | Fecha de emisión    | Espectadores | Cuota |
| ----------- | --------------- | ---------------------------------- | ------------------- | ------------ | ----- |
| 1           | 1               | Directísimo/Esta noche, fiesta     | 4 de junio de 2020  | 657 000      | 4,0%  |
| 2           | 2               | Un, dos, tres... responda otra vez | 11 de junio de 2020 | 674 000      | 4,2%  |
| 3           | 3               | La bola de cristal                 | 18 de junio de 2020 | 331 000      | 2,1%  |
| 4           | 4               | Aplauso                            | 25 de junio de 2020 | 521 000      | 3,6%  |
| 5           | 5               | ¡Hola Raffaella!                   | 2 de julio de 2020  | 407 000      | 3,0%  |
| 6           | 6               | Con las manos en la masa           | 9 de julio de 2020  | 321 000      | 2,5%  |
| 7           | 7               | Buenas noches                      | 16 de julio de 2020 | 442 000      | 3,5%  |
| 8           | 8               | La edad de oro                     | 23 de julio de 2020 | 301 000      | 2,5%  |

### Temporada 2: 2021
| N.º (serie) | N.º (temp.) | Título                                      | Fecha de emisión    | Espectadores      | Cuota       |
| ----------- | ----------- | ------------------------------------------- | ------------------- | ----------------- | ----------- |
| 9           | 1           | Ahí te quiero ver                           | 8 de abril de 2021  | 429 000           | 2,6%        |
| 10          | 2           | El loco de la colina                        | 15 de abril de 2021 | 460 000           | 2,9%        |
| 11          | 3           | Rockopop                                    | 22 de abril de 2021 | 343 000           | 2,2%        |
| 12          | 4           | Especial Hugo Stuven/Esta noche             | 29 de abril de 2021 | 416 000 / 368 000 | 2,5% / 3,2% |
| 13          | 5           | Estudio abierto                             | 6 de mayo de 2021   | 544 000           | 3,5%        |
| 14          | 6           | Los Payasos de la Tele                      | 13 de mayo de 2021  | 553 000           | 3,7%        |
| 15          | 7           | Musical Express, Un día es un día, Tal cual | 20 de mayo de 2021  | 262 000           | 2,5%        |
| 16          | 8           | La clave                                    | 27 de mayo de 2021  | 345 000           | 2,3%        |